# Читипа (округ)
Читипа (англ. Chitipa) — округ в Северном регионе Малави. В округе проживает 178 904 человека. Площадь территории составляет 4 288 км². Административный центр — город Читипа.

## География
Является самым северным районом страны. На востоке граничит с округом Каронга, а на юге с округом Румфи.